# Castillo de Capdepera

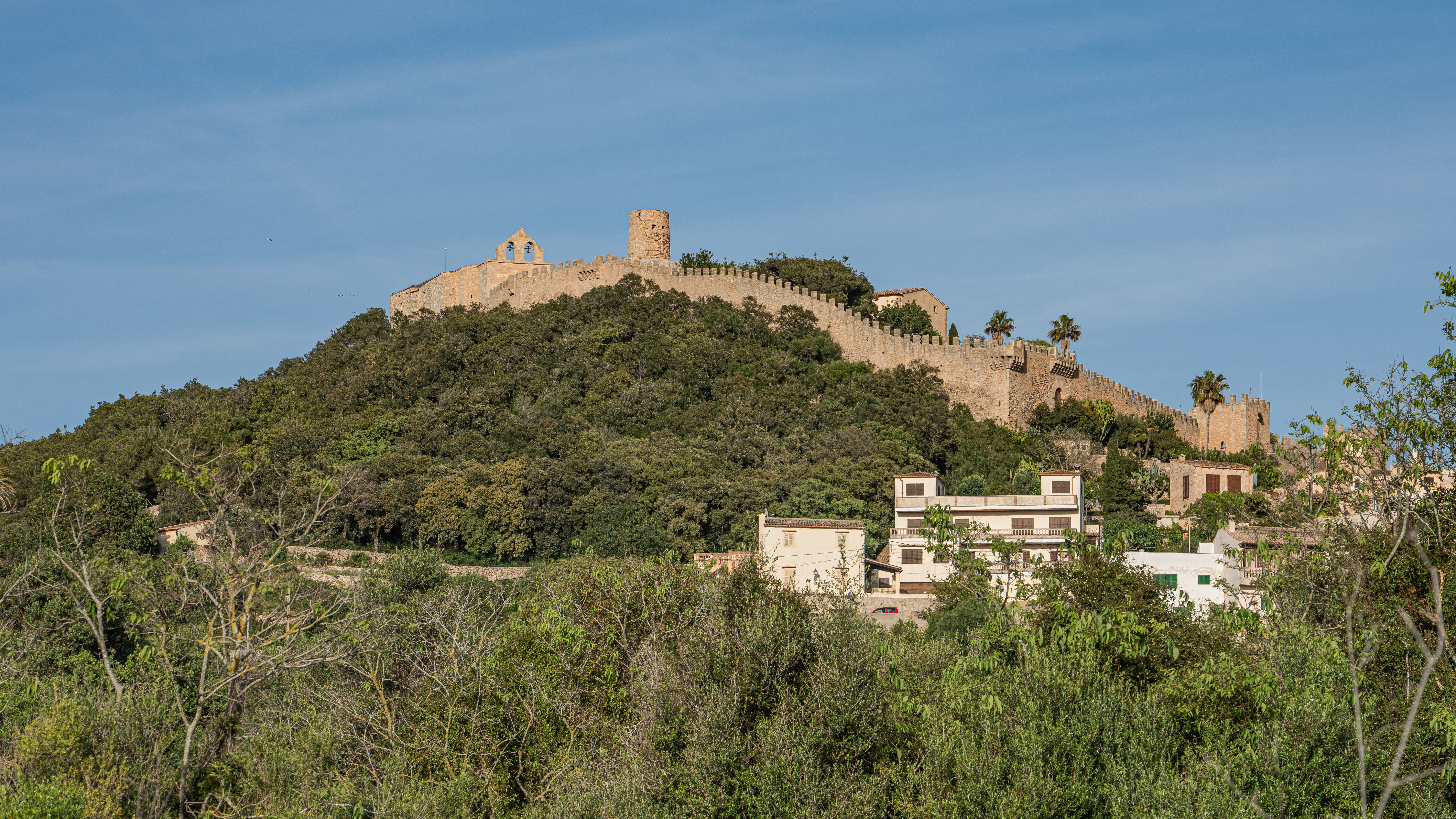
Castillo de Capdepera

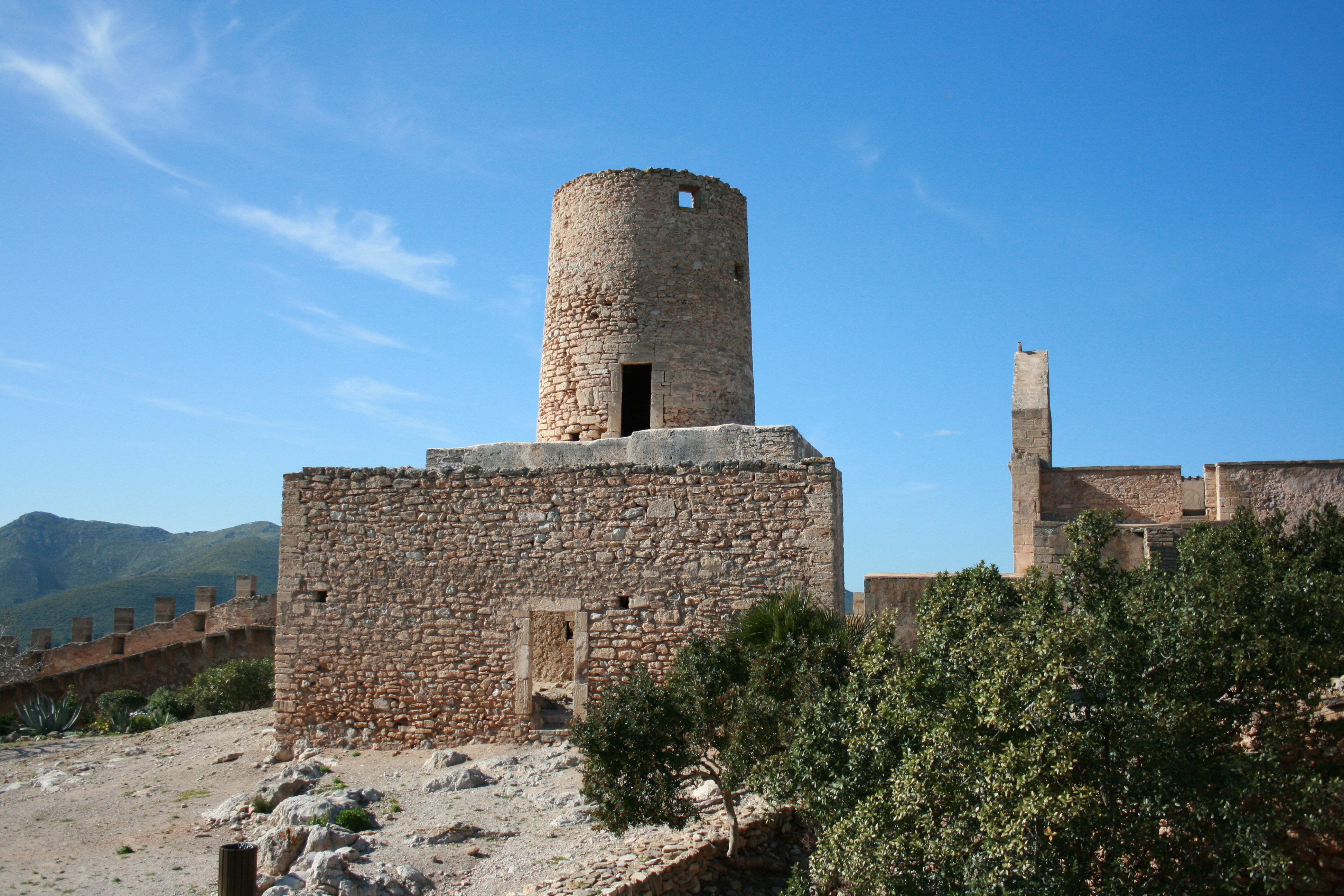
Castillo de Capdepera

El castillo de Capdepera es una fortaleza con recinto amurallado situada en el municipio español de Capdepera, en la isla de Mallorca. Su construcción comenzó en 1300, aunque en el siglo XIV fue reconstruido sobre los restos de una villa musulmana. Su importancia en la isla radica en que desde ella se llevó a cabo la rendición de Menorca, isla vecina de Mallorca en el archipiélago balear. Habiendo el rey Jaime I de Aragón conquistado Mallorca, pensó que necesitaba las tropas para su futura conquista de Valencia, por lo que ideó una estratagema para engañar a los musulmanes que residían en Menorca y hacer que estos se rindiesen. Para ello, ordenó encender cantidad de grandes hogueras en Capdepera, visibles desde la isla vecina y a modo de hacerles creer a los sarracenos menorquines que tenía ahí un gran ejército acampado y preparado para invadirles. La treta dio resultado, por lo que finalmente, en este mismo castillo, se firmó el tratado de Capdepera, por el cual se permitió a los musulmanes de Menorca permanecer en ella en sumisión al rey aragonés bajo tributaje.

## Situación
Se encuentra situado en la cima del Puig de Capdepera (159 m de altitud) esta 1,9 km de la costa este de la isla. El castillo está situado de manera estratégica que permite controlar y vigilar gran parte del noreste de la isla de Mallorca y parte de la costa noreste de la isla de Menorca.
Su sistema de vigilancia y control fue reforzado por varias construcciones que se situaron en la costa de Capdepera, su objetivo era tener controlado el tráfico marítimo en el Canal de Menorca.
La fortaleza ocupa alrededor de unos 8.069 m^2 de superficie, tiene una forma casi triangula. La entrada se encuentra en la parte más baja, luego la tierra va subiendo hasta llegar a la Capilla de Nuestra Señora de la Esperanza, el punto más alto.

## Origen
El territorio donde se encuentra el castillo ha sido ocupado desde la época prehistórica por pobladores indígenas que se establecieron en diferentes localizaciones de la zona. Los romanos ocuparon la isla entre el siglos II a. C. y el siglo V d. C. y los musulmanes desde el siglo X hasta el XII. Cuando los cristianos conquistaron la isla (1229), la Torre d’en Nunis (Torre de defensa musulmana que los cristianos siguieron utilizando más adelante) era el único elemento que existía del actual castillo.

## Evolución e Historia
El resto del castillo, lo mandó construir el rey Jaime II, en el año 1300 se construyó una villa amurallada. Lo mandó levantar para repoblar la zona más oriental de la isla, ya que la gente vivía muy dispersa por el territorio y para tener más control de las comunicaciones marítimas del canal de Menorca. Así el llamado Castillo de Capdepera es, en realidad un pueblo fortificado.  El interior era un entramado de callejuelas y casas de construcción muy humilde, de pequeñas dimensiones y adaptadas a las condiciones del terreno.
Los pobladores recibían frecuentes ataques piratas especialmente durante los siglos XVI y XVII. La isla fue sometida a continuos desembarcos, asaltos, saqueos y capturas. Es en esta época cuando se registra la máxima ocupación del Castillo.
El castillo tiene gran importancia en la isla ya que en él se llevó a cabo la rendición de Menorca, isla vecina de Mallorca en el archipiélago balear. Habiendo el rey Jaime I de Aragón conquistado Mallorca, pensó que necesitaba las tropas para su futura conquista de Valencia, por lo que ideó una estratagema para engañar a los musulmanes que residían en Menorca y hacer que estos se rindiesen. Para ello, ordenó encender cantidad de grandes hogueras en Capdepera, visibles desde la isla vecina y a modo de hacerles creer a los sarracenos menorquines que tenía ahí un gran ejército acampado y preparado para invadirles.
Hasta el año (1715) en que se lleva a cabo el Decreto de Nueva Planta borbónico el encargado de defender el Castillo y el territorio era el pueblo. Desde ese momento, para la defensa del recinto, se nombró a un gobernador y se destinó a una tropa de Dragones. En el siglo XVIII desapareció el peligro de incursiones piratas y los habitantes del castillo empezaron a construir casas más grandes y confortables fuera del recinto.
Con el tiempo el recinto fue deshabilitándose; en el siglo XVIII pasó a ser una plaza militar comandada por un gobernador hasta que en el año 1854 se abandonó completamente. Hasta que en 1983 pasó a ser de propiedad municipal. En la actualidad un patronato se encarga de su gestión.

## Características

### Lo que más destaca del Castillo
- Su recinto amurallado.
- La iglesia que se encuentra dentro del castillo.
- La gran vista desde la iglesia.
- El Cristo de talla gótica de madera de naranjo.
- La torre de defensa de Cañamel es una de las torres con más importancia de la isla de Mallorca
- El castillo fue declarado Bien de interés Cultural (BIC), figura de máxima protección de nuestro patrimonio histórico.
- Es un monumento visitable durante todo el año. Los ingresos que genera se destinan a financiar la preservación y conservación del patrimonio cultural del municipio de Capdepera.

### Ferias, fiestas y mercados que se celebran en el castillo o en sus alrededores

#### En invierno
1. El 18 de diciembre, las fiestas de la Virgen de la Esperanza (patrona de Capdepera)
2. El 16 y 17 de enero, la festividad de San Antonio, correcalles de la gente del pueblo, demonios, y San Antonio. El 16 son las corridas, en las que los habitantes bailan y corren con los demonios. El 17 son las "beneïdes". El rector bautiza a los animales (San Antonio es el patrón de los animales) mientras hay un pasacalles de carrozas.
3. El tercer fin de semana del mes de mayo, se realiza el Mercado Medieval, donde las personas se disfrazan con atuendos medievales, tienen lugar simulaciones de peleas con espadas de esa época, hay mucha música y cantos.

#### En verano
1. 16 de julio, Las fiestas del Carmen
2. Patrona de pescadores
3. En agosto, el municipio celebra las fiestas de San Roque y San Bartolomé.
4. Entre el tercer domingo de septiembre y el segundo de octubre, la Feria de la Llampuga.

### Naturaleza
Capdepera forma parte del Parque de Levante, un municipio con diversidad de paisaje marítimo y terrestre.
El torrente de Cañamel es un lugar donde anidan diversas aves migratorias. Se destacan las playas vírgenes de cala Agulla y cala Mesquida.